# Borneo-Taubwaran
Der Borneo-Taubwaran (Lanthanotus borneensis) ist eine auf der Insel Borneo beheimatete Echse. Die Art ist der einzige Vertreter der Familie Lanthanotidae. Über die offenbar überwiegend unterirdisch lebenden Tiere ist wenig bekannt, insbesondere über ihre Lebensweise liegen fast keine Kenntnisse vor.

## Merkmale
Borneo-Taubwarane erreichen Längen von bis zu 55 (meist 42 oder 43) Zentimetern und sind langgestreckt und flach gebaut. Von der Gesamtlänge macht der Schwanz fast die Hälfte aus. Die verhältnismäßig kurzen Beine mit fünf bekrallten Zehen sind sehr kräftig. Die Beschuppung besteht hauptsächlich aus vielen kleinen Schuppen. Zwischen den kleinen Schuppen sind in Längsreihen große, gekielte, höckerartige Schuppen angeordnet (heterogene Beschuppung). Diese befinden sich auf Osteodermata genannten, verknöcherten Unterlagen, die auf der Kopfoberseite keine Verbindung mit dem Schädel eingehen. Die sechs bis zehn Längsreihen dieser Schuppen auf dem Rücken setzen sich in geringerer Zahl auf dem Schwanz fort.
Die nach hinten verschobenen Nasenöffnungen sitzen fast auf der Schnauzenoberseite. Die sehr kleinen Augen mit beweglichen Lidern weisen im Unterlid ein geschlossenes Fenster (sogenannte „Brille“) aus Horn auf, wodurch das Sichtfeld bei geschlossenen Augenlidern zwar stark eingeschränkt ist, jedoch weiterhin eine optische Wahrnehmung möglich bleibt. Bei Taubwaranen fehlt typischerweise eine äußere Ohröffnung, ebenso eine Gularfalte (letzteres ist ein Unterschied zu den Waranen). Der waranähnliche Schädel ist sehr flach. Die langen, spitzen und leicht gekrümmten Zähne stehen in weiten Abständen zueinander. Taubwarane haben neun Halswirbel und 27 Rumpfwirbel.
Sondermerkmale des Schädels sind das Gaumenbein, welches das Präfrontale (Teil des Stirnbeins) berührt, das Postfrontale (Teil des Stirnbeines) über den Orbita (Augenhöhlen), eine vertikale und nahtähnliche Bildung zwischen Angulare und Splenial auf der medialen Seite des Kiefers, und das Vorhandensein von palatinalen Zähnen. Charakteristisch ist die vollständige Trennung der Osteodermen (in die Haut eingebettete Knochen) um den Schädel herum, sowie der extrem stark reduzierte Palpebralknochen.

## Vorkommen
Der Borneo-Taubwaran ist auf Borneo endemisch und besiedelt dort ausschließlich den Norden der Insel. Die Art besiedelt unterirdische Flüsse oder andere subterrestrische Orte und Gewässer, wurde in Sarawak jedoch auch in den Bewässerungsgräben von Reisfeldern nachgewiesen.

## Lebensweise

### Allgemeines
Über die Lebensweise von Taubwaranen ist fast nichts bekannt. Das wenige Wissen stützt sich ausschließlich auf einige Beobachtungen speziell an in Terrarien gehaltenen Tieren. Die lichtscheuen Tiere verbringen die meiste Zeit in unterirdischen Gängen bzw. Höhlen, unter Pflanzen oder im Wasser und sind wohl nachtaktiv. Sie sind zumeist sehr lethargisch und bewegen sich selten; in Gefangenschaft lagen viele Taubwarane tagelang an derselben Stelle, meist im Wasser oder in den Bodengrund eingegraben. Die Vorzugstemperatur bei in Gefangenschaft gehaltenen Tieren liegt bei 24 bis 28 °C. Weitere Anpassungen an das aquatile Leben sind wohl die weit nach hinten verschobenen Nasenlöcher (bessere Atmung beim Schwimmen) und das durchsichtige untere Augenlid. Das Augenlid ist zusätzlich zu seiner Durchsichtigkeit nicht wasserdurchlässig, hierdurch können Taubwarane beim Tauchen sehen.

### Ernährung
Vermutungen zufolge frisst der Taubwaran in seinem natürlichen Lebensraum vor allem Fische, bisher konnte dies jedoch aufgrund fehlender Freilandbeobachtungen nicht bestätigt werden. In Menschenobhut gelangte Taubwarane verweigerten meist entweder jegliche Nahrungsaufnahme oder leckten am Inhalt von Eiern verschiedener Tiere, speziell Schildkröten und Vögeln. Jedoch sind Eier wohl keine natürliche Nahrung der Taubwarane. In Frankfurt am Main gehaltene Taubwarane fraßen ausschließlich Stückchen von Schollenfleisch. Nach sieben Jahren Haltung in Frankfurt stellte sich ein Taubwaran abrupt auf Regenwürmer um, die davor verschmäht wurden.

### Fortpflanzung
Die Weibchen legen drei bis vier mehr als drei Zentimeter lange Eier.

## Systematik

### Systematik
Seit der Erstbeschreibung im Jahre 1877 wurde die Art in die Nähe der Krustenechsen und Warane gestellt, da eine nahe Verwandtschaft vermutet wurde. Diese systematische Stellung wurde durch eine im Jahr 2001 veröffentlichte Untersuchung der mitochondrialen DNA bestätigt. Demnach war die Monophylie der Überfamilie Varanoidea (Familien Helodermatidae, Lanthanotidae und Varanidae mit jeweils nur einer Gattung) gut begründet; Lanthanotus wurde als Schwestertaxon der Echten Warane (Gattung Varanus) identifiziert.
Bei einer neueren Untersuchung unter Einbeziehung weiterer Genombestandteile und vieler zusätzlicher Reptilienarten wurde die oben postulierte Zusammensetzung der Überfamilie Varanoidea als paraphyletisch verworfen. Die Helodermatidae gehören demnach nicht in diese Gruppe, stattdessen wurde die Chinesische Krokodilschwanzechse (Shinisaurus crocodilurus) dem Taxon Varanoidea zugeordnet. Das Schwestergruppenverhältnis zwischen Lanthanotidae und den Varanidae wurde jedoch erneut bestätigt.

### Stammesgeschichte
Einige Vermutungen gehen davon aus, dass der Taubwaran der Übergangsform von Echsen zu Schlangen ähneln könnte. Zwar ist der Taubwaran höchstwahrscheinlich keines der so genannten „missing links“, doch viele Autoren gehen davon aus, dass sich Schlangen aus taubwaranähnlichen Reptilien entwickelten, die in der Kreidezeit existierten. Tatsächlich zeigt er viele schlangenähnliche Merkmale, etwa fast vollständige Gehörlosigkeit. Darüber hinaus sind die Augen nicht übermäßig leistungsfähig, und die Wirbelzahl ist stark erhöht. Merkmale einer Übergangsform wären im Fall des Borneo-Taubwaranes auch kürzere Gliedmaßen und ein verlängerter Rumpf.
Von Lanthanotus borneensis selbst ist kein Fossil bekannt. Das einzige bekannte Fossil eines taubwaranähnlichen Reptils ist Cherminotus longifrons. Es wurde 1984 von M. Borsuk-Bialynicka in Ablagerungen der späten Kreide in der Mongolei gefunden.

## Erforschungshistorie
Der Wiener Zoologe Franz Steindachner beschrieb 1877 anhand eines einzelnen Exemplars ein Reptil aus Borneo als Lanthanotus borneensis und begründete mit der Gattung und Art eine neue Familie. Das Typusexemplar befindet sich in einem Museum in Wien.
Bis 1961 kamen weniger als 10 Taubwarane in Museen, in keinem Fall mit aussagekräftigen Angaben zu Fundort und Fundumständen. Noch nach 1950 suchten Herpetologen auf Borneo nach Taubwaranen, doch selbst befragte Einheimische wussten nichts über deren Existenz. Im Januar 1961 wurde durch Zufall der erste Fund seit 45 Jahren gemacht. Ein Dayak hatte beim Aushauen eines Pfades einen Taubwaran entdeckt und lebend gefangen. Tom und Barbara Harrisson, zwei hier ansässige Wissenschaftler, konnten den Taubwaran nicht lange am Leben halten. Mitgliedern der Dayaks wurden hierauf Prämien für den Fang lebender Taubwarane zugesichert, so konnten von circa 1970 bis 1980 etwas mehr als sechzig lebende Tiere gefangen, beobachtet und seziert werden. Einige gelangten in Zoologische Gärten und Museen Europas und Nordamerikas. Bis dato wurden etwa 100 Exemplare gefangen, sowohl lebend als auch tot. Mittlerweile werden Taubwarane in einigen Zoologischen Gärten, im deutschsprachigen Raum im Zoologischen Garten Neunkirchen, Tiergarten Schönbrunn Wien und im Turtle island in Graz, erfolgreich gehalten.

## Etymologie
Der wissenschaftliche Gattungsname Lanthanotus kommt aus dem griechischen: λανϑάνω = verborgen, ούς ώτός = Ohr, gewissermaßen „verborgenes Ohr“ bzw. „ohrlos“. Das „borneensis“ steht für die Verbreitung des Taubwaranes in Borneo. Der Gesamtname Lanthanotus borneensis bedeutet also etwa „Ohrloser aus Borneo“.